# 회천문
《회천문》은 1986년 4월 28일부터 10월 28일까지 방영된 문화방송 월화드라마로, 정통 사극 조선왕조 오백년 시리즈의 여섯 번째 작품이다.
조선왕조 역사상 역사에서 이중 인격자로 평가받은 광해군에 의해 비참한 최후를 맞이한 영창대군과, 서궁(경운궁-현재 덕수궁)에 유폐된 인목대비의 복수의 장을 재조명했다.
이 드라마는 1986년 4월 21일부터 시작될 예정이었으나, 특집방송 관계로 한 주를 건너뛰고 1986년 4월 28일에 첫 방영이 되었다.
참고로, 4월 21일과 4월 22일에는 각각 〈특선 애창가요〉하고 〈실질협력의 제2세기〉이 방송되었다.

## 주요 인물
- 이희도 : 광해군 역
- 유인촌 : 인조 역
- 현석 : 선조 역
- 임정하 : 임해군 역
- 이기선 : 폐비 유씨(광해군 비) 역
- 원미경 : 김개시 역
- 권재희 : 인목왕후 역
- 조현철 : 영창대군 역
- 이만성 : 소현세자 역
- 김해숙 : 인렬왕후 역
- 백인철 : 누르하치 역
- 박영지 : 한흥인 역
- 오지명 : 강홍립 역
- 김용림 : 우주(紆州) 황씨(黃氏) 역
- 이정길 : 광창부원군 이이첨 역
- 홍성민 : 연흥부원군 김제남 역
- 김호영 : 류영경 역
- 권미혜 : 광산부부인 노씨 역
- 박규채 : 윤방 역
- 김인태 : 문창부원군 류희분 역
- 김주영 : 허균 역
- 박상원 : 김신국(허균의 제자) 역
- 전인택 : 권필 역
- 전국환 : 기준격 역
- 오영수 : 윤선도 역
- 강인덕 : 김자점 역
- 정대홍 : 정인홍 역
- 전국근 : 이원익 역
- 안진수 : 김장생 역
- 이계인 : 김집 역
- 구장서 : 김반 역
- 나기수 : 김유 역
- 김진화 : 김경징 역
- 정명환 : 홍익한 역
- 홍민우 : 김육 역
- 나문희 : 부대부인 구씨 역
- 최은숙 : 온빈 한씨 역
- 송경철 : 흥안군 이제 역
- 송영웅 : 이괄 역
- 양지운 : 해설

## 편성 변경 및 결방 사유
- 1986년 6월 23일 ~ 6월 24일 : 6.25 특별기획 문제작 시리즈 드라마 《승패》, 《시사회》 각각 방송되어 결방
- 1986년 7월 15일 : 민방위 야간 등화관계 훈련 방송으로 순연되어 9시 50분부터 방영
- 1986년 8월 12일 : 특집방송 대통령 하계 기자회견 제1편 〈신뢰와 화합의 시대로〉 방송으로 순연되어 10시 15분부터 방영
- 1986년 9월 2일 : 특집방송 〈국민복지 사회를 연다〉 방송으로 순연되어 10시 20분부터 방영
- 1986년 10월 6일 ~ 10월 7일 : 아시아에서 세계로 제2편 〈한국의 힘 세계로 나래펴다〉, 제3편 〈아시아드 영웅〉이 각각 방송되어 결방

| 문화방송 월화드라마                           | 문화방송 월화드라마                         | 문화방송 월화드라마                          |
| 이전 작품                                     | 작품명                                      | 다음 작품                                    |
| --------------------------------------------- | ------------------------------------------- | -------------------------------------------- |
| 임진왜란 (1985년 10월 14일 ~ 1986년 4월 15일) | 회천문 (1986년 4월 28일 ~ 1986년 10월 28일) | 남한산성 (1986년 11월 3일 ~ 1987년 1월 27일) |